# Мошницкий сельский округ
Мошницкий сельский округ — упразднённая административно-территориальная единица, существовавшая на территории Солнечногорского района Московской области в 1994—2006 годах.
Мошницкий сельсовет был образован в первые годы советской власти. По данным 1920 года он входил в состав Вертлинской волости Клинского уезда Московской губернии.
В 1926 году Мошницкий с/с включал деревни Козино, Мошницы и Чепчиха, а также 8 дач, 2 трудовых коммуны и 4 хутора.
В 1929 году Мошницкий с/с был отнесён к Солнечногорскому району Московского округа Московской области.
17 июля 1939 года к Мошницкому с/с был присоединён Головковский с/с (селения Головково, Коськово и Лаптево).
14 июня 1954 года к Мошницкому с/с был присоединён Муравьёвский с/с.
7 декабря 1957 года Солнечногорский район был упразднён и Мошницкий с/с вошёл в Химкинский район.
28 июля 1960 года Химкинский район был упразднён, а Мошницкий с/с передан в воссозданный Солнечногорский район.
31 июля 1962 года из Мошницкого с/с в черту города Солнечногорска был передан посёлок Николаевка.
26 декабря 1962 года Солнечногорский район был переименован в Солнечногорский сельский, в состав которого вошёл Мошницкий с/с. 
21 ноября 1964 года Солнечногорский сельский район был переименован в Солнечногорский, в состав которого вошёл Мошницкий с/с.
23 июня 1988 года в Мошницком с/с была упразднена деревня Орлово.
3 февраля 1994 года Мошницкий с/с был преобразован в Мошницкий сельский округ.
2 июля 1997 года в Мошницком с/о посёлок совхоза «Солнечное» был переименован в посёлок Смирновка.
17 мая 2004 года из Мошницкого с/о в черту города Солнечногорска был передан посёлок Дома «Солнечногорск».
В ходе муниципальной реформы 2004—2005 годов Мошницкий сельский округ прекратил своё существование как муниципальная единица. При этом посёлок дома отдыха "Владимира Ильича" и деревня Чепчиха были переданы в городское поселение Солнечногорск, а посёлки 2-я Смирновка и Смирновка, деревни Болдино, Головково, Дулепово, Козино, Коськово, Лаптево, Леонидово, Мошницы, Муравьёво и Шахматово - в сельское поселение Смирновское.
29 ноября 2006 года Мошницкий сельский округ исключён из учётных данных административно-территориальных и территориальных единиц Московской области.